# 108
Aquesta pàgina és per a l'any. Per al nombre, vegeu cent vuit. Per al grup musical, vegeu 108 (grup musical).

## Esdeveniments
- Sorgeix la consulta mèdica a Roma que substitueix la visita del metge a domicili
- Historiarum libri de Tàcit